# Edward Moses
 Edward Moses (* 9. April 1926 in Long Beach, Kalifornien, USA; † 17. Januar 2018 in Venice, Kalifornien) war ein US-amerikanischer abstrakter Maler und Grafiker.

## Leben und Werk
Ed Moses studierte von 1955 bis 1958 an der University of California. Nach seinem Studium arbeitete er eine Zeit als technischer Zeichner in einer Flugzeug-Fabrik.
Von 1975 bis 1976 unterrichtete er an der University of California in Los Angeles. Im Jahr 1976 wurde er mit dem National Endowment for the Arts ausgezeichnet und erhielt 1980 die Guggenheim Fellowship.
Ed Moses war ein experimenteller, sich ständig verändernder und weiterentwickelnder Künstler. Charakteristisch für seine abstrakte Maltechnik war, dass er nur selten mit einer Bürste oder Pinsel arbeitete, Färbungen, Messertechniken und Spritzwasser einsetzte, mit Segeltuch, Polyester- und Pulverfarbe arbeitete und seine Linien mit Klebebändern anlegte.
Moses war einer der abstrakten Künstler mit einer Einzelausstellung 1958 in der legendären Ferus Gallery in Los Angeles, wo noch andere Künstler, wie Wallace Berman, Billy Al Bengston, Robert Irwin, Craig Kauffman, John Altoon, Larry Bell und Ed Ruscha ausstellten. Ed Moses war mit vier Bildern Teilnehmer der Documenta 5 in Kassel im Jahr 1972 in der Abteilung Idee + Idee/Licht.